# Троицкое (Бузулукский район)
Тро́ицкое — село в Бузулукском районе Оренбургской области России. Административный центр муниципального образования Троицкий сельсовет.

## География
Село расположено на реке Боровка в 40 км к северо-северо-востоку от Бузулука и в 230 км к северо-западу от Оренбурга. Село состоит из двух частей, разделённых пустырём. Западная часть связана мостом через Боровку с посёлком Подгорный.
Недалеко от западной окраины проходит автодорога Бугуруслан — Бузулук, немного западнее простирается лесной массив национального парка «Бузулукский бор».
Имеется подъездная дорога к селу, уходящая затем на север к деревне Мотовилово.

## Население
| 2003 | 2010 |
| ---- | ---- |
| 650  | ↘568 |

## Известные уроженцы
Новикова Ольга Петровна (1897—1965) — советский врач-фтизиатр. Врач, заведующая отделением Марийского республиканского противотуберкулёзного диспансера (1935―1941, 1945―1948). Заслуженный врач РСФСР (1958).

## История
Село основано дворянами — братьями Ждановыми в 1760-е годы на месте бывшего татарского поселения. Первоначально называлось «Ждановкой», «Ждановым», а с постройкой прихожанами в 1784 году церкви во имя Живоначальной Троицы стало называться Троицким. В 1837 году через село проезжал кортеж во главе с царским наследником Александром II, сопровождаемый поэтом Василием Андреевичем Жуковским.
В годы Великой Отечественной войны директор Троицкой средней школы Д. М. Мирошниченко внёс 60 тысяч рублей личных сбережений в фонд Победы на самолёт.

## Учреждения социальной сферы
- Троицкая средняя общеобразовательная школа (новое здание школы построено и пущено в эксплуатацию в 2004 году, в старом здании после ремонта находится пришкольный интернат. В 2014 году школа отпраздновала 110-летний юбилей со дня основания)[3]
- Детский сад «Радуга»
- Сельский Дом культуры
- Фельдшерско-акушерский пункт